# 文化ファッション大学院大学
文化ファッション大学院大学（ぶんかファッションだいがくいんだいがく、英語: Bunka Fashion Graduate University）は、東京都渋谷区代々木3-22-1に本部を置く日本の大学院大学。1919年創立、2006年大学設置。大学の略称はBFGU。

## 概要
2003年に設立された文化ファッションビジネススクールを専門職大学院として発展させ、2006年に開学。実社会で一人ひとりがその存在価値を発揮できるよう、実践的な独自のカリキュラムを体系化し、真のファッションビジネスリーダーを養成することを目的とする。

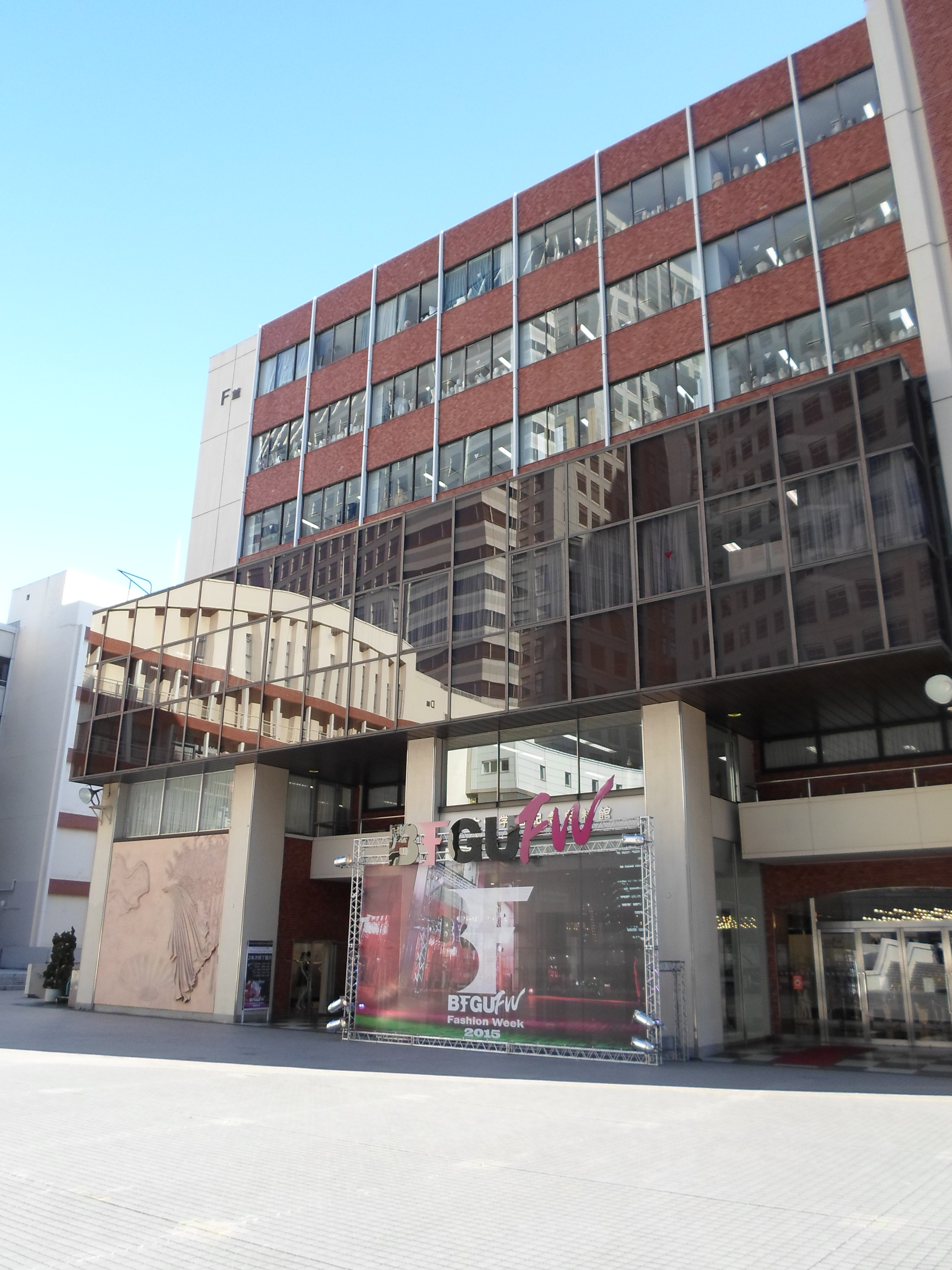
文化学園遠藤記念館

## 沿革
- 1919年　「並木婦人子供服裁縫店」内に「婦人子供服裁縫教授所」開設
- 1922年　「文化裁縫学院」開設
- 1923年　「文化裁縫女学校」へ改称。わが国初の洋裁教育各種学校として認可
- 1935年　「財団法人並木学園」を設置認可
- 1936年　「文化裁縫女学校」を文化服装学院へ改称
- 1950年　「文化女子短期大学」開学
- 1951年　「学校法人並木学園」へ組織改定
- 1964年　「文化女子大学」開学。「文化女子短期大学」は「短期大学部」となる
- 1973年　法人名を「学校法人文化学園」へ改称
- 1980年　「文化外国語専門学校」開校
- 1998年　超高層新校舎(21階建て)完成
- 2003年　「文化ファッションビジネススクール」開校
- 2006年　「文化ファッション大学院大学」開学

同学の開学にともない、「文化ファッションビジネススクール」を閉校
- 2011年　「文化女子大学・文化女子大学短期大学部」を「文化学園大学・文化学園大学短期大学部」へ改称

## 設置研究科・研究所

### ファッションビジネス研究科（専門職学位課程）
- ファッションクリエイション専攻
  - ファッションデザインコースとファッションテクノロジーコースを設置。ファッション知財のデザイン、エンジニアリングなどを研究する。「ファッションクリエイション修士（専門職）」を取得できる。

- ファッションマネジメント専攻
  - ファッション経営管理コースを設置。ファッション知財を事業化するためのマネジメントを研究し、ビジネス化を推進、管理・運営できる人材を養成する。「ファッションマネジメント修士（専門職）」を取得できる。